# Amor eterno
Amor eterno (spanisch für ‚Ewige Liebe‘) ist ein Lied des mexikanischen Singer-Songwriters Juan Gabriel, das erstmals 1984 in der Version der spanischen Sängerin Rocío Dúrcal veröffentlicht wurde. Es gehört mittlerweile zur mexikanischen Volkskultur und wurde von dem mexikanischen Tenor Fernando de la Mora gesungen, als die Asche des verstorbenen Juan Gabriel in den Palast der Schönen Künste in Mexiko-Stadt überführt wurde. Es ist zudem das am meisten gespielte Lied bei Beerdigungen in Mexiko.

## Hintergrund
Die am weitesten verbreitete Annahme ist, dass Gabriel das Lied anlässlich des Todes seiner Mutter verfasst und ihr gewidmet hat. Übereinstimmend zu dieser Annahme hat Gabriel in einem seiner bekanntesten Konzerte das Lied allen Müttern gewidmet und auch der mexikanische Präsident Andrés Manuel López Obrador (AMLO) hat darauf Bezug genommen, als er den „Müttern und Großmüttern“ des Landes huldigte. Eine neuere Recherche will jedoch herausgefunden haben, dass Gabriel das Lied anlässlich des Todes des Partners eines befreundeten Paares geschrieben hat. Welche der beiden Interpretationen auch zutreffen mag, so ist zumindest eine in der Anfangszeit kursierende Theorie, wonach Juan Gabriel das Lied für Rocío Dúrcal geschrieben habe, um mit diesem einem Sohn der Sängerin zu gedenken, der bei einem Badeunfall in Acapulco ums Leben gekommen sein soll, inzwischen eindeutig widerlegt.

## Inhalt
Das Lied beschreibt die Traurigkeit eines Menschen über den Verlust einer nahestehenden Person und welche Spuren der Kummer auf dem Gesicht des Trauernden hinterlassen hat: 

«Tu eres la tristeza de mis ojos que lloran en silencio por tu amor. Me miro en el espejo y veo en mi rostro el tiempo que he sufrido por tu adiós.»

„Du bist der Grund, weshalb meine Augen traurig sind, die in aller Stille aus Liebe zu dir weinen. Ich betrachte mich im Spiegel und sehe in meinem Gesicht die Spuren, die die Zeit des Kummers hinterlassen hat.“

 Auch macht der Erzähler sich Vorwürfe, mehr für den Verstorbenen getan haben zu können («Aunque tengo tranquila mi conciencia se que pude haber yo hecho más por ti» (deutsch: „Obwohl ich mein Gewissen beruhige, weiß ich doch, dass ich mehr für dich hätte tun können“)) und hegt die Hoffnung auf ein zukünftiges Wiedersehen: 

«Como quisiera que tu vivieras. Que tus ojitos jamás se hubieran cerrado nunca y estar mirandolos. Amor eterno e inolvidable, tarde o temprano estaré contigo para seguir amandonos.»

„Wie ich mir wünschte, dass du noch lebtest. Dass deine Augen sich nie geschlossen hätten und ich in sie schauen könnte. Ewige und unvergessliche Liebe. Früher oder später werden wir wieder in Liebe vereint sein.“

## Coverversionen
Das in Mexiko äußerst populäre Lied wurde von zahlreichen Künstlern gecovert; darunter Los Ángeles Azules, Lola Beltrán, Lila Downs, Shaila Dúrcal, Natalia Jiménez, Gaby Moreno, Jenni Rivera, La Santa Cecilia, Sparx und Lucha Villa.